# Parafia Świętych Apostołów Piotra i Pawła w Łomazach
Parafia Świętych Apostołów Piotra i Pawła w Łomazach – parafia rzymskokatolicka należąca do dekanatu Biała Podlaska-Południe w diecezji siedleckiej.
Do parafii należą wierni z miejscowości: Łomazy, Bielany, Jusaki-Zarzeka, Kozły (część), Krasówka, Lubenka, Musiejówka (część), Studzianka oraz Szymanowo.